# Referendo dinamarquês sobre cooperação com a União Europeia

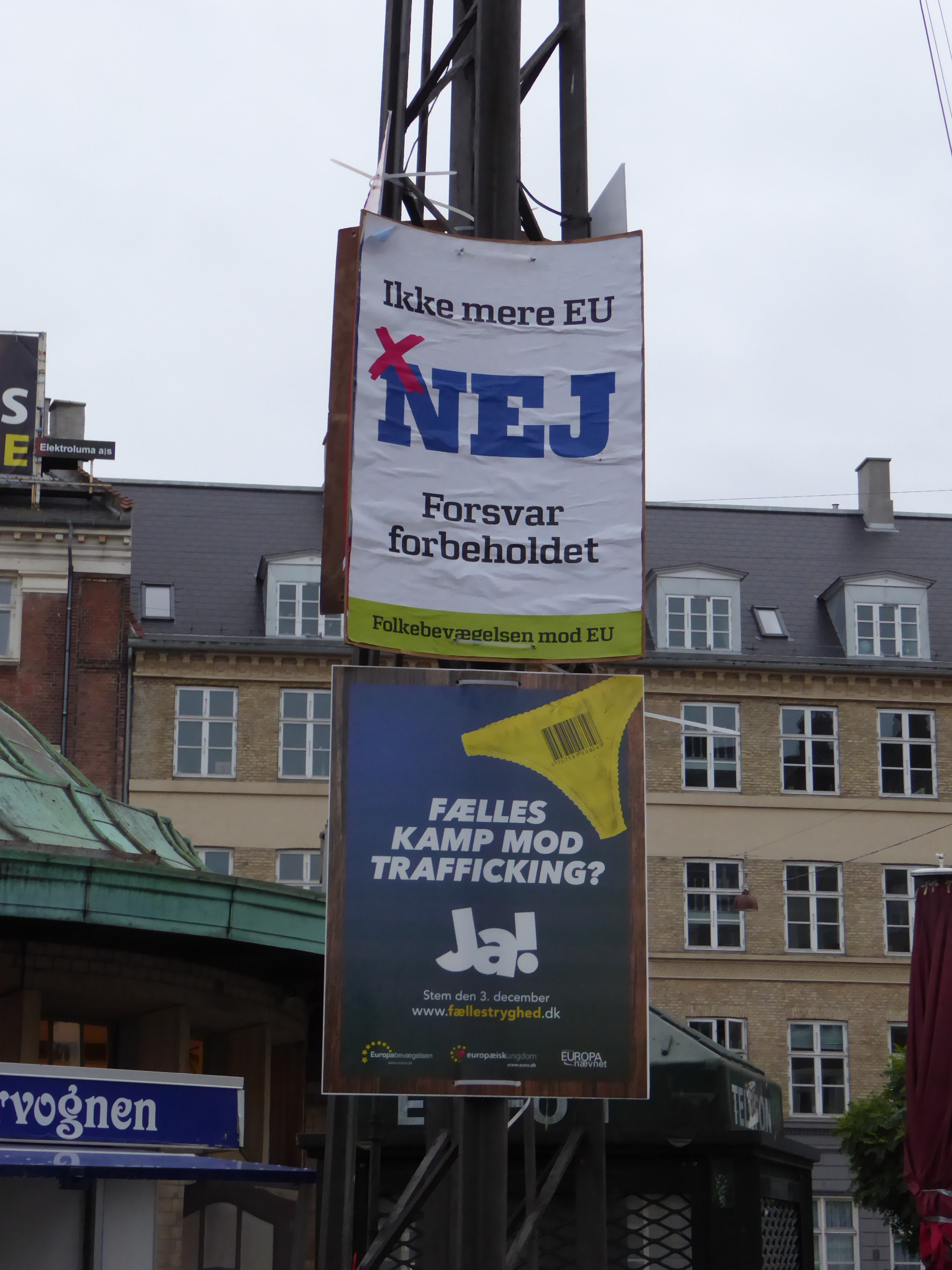
Cartazes pró e contra em Copenhaga.

O Referendo dinamarquês sobre cooperação com a União Europeia (Folkeafstemningen om retsforbeholdet) foi realizado em 3 de dezembro de 2015 na Dinamarca.
O tema abordado era a participação da Dinamarca na política de justiça e administração interna da União Europeia. A proposta sujeita a referendo transformaria o opt-out total da Dinamarca nesta matéria para uma derrogação parcial negociada medida a medida, à semelhança de como acontece com o Reino Unido e a Irlanda. O tema tinha especial importância devido à participação na Europol.
O ”não” venceu com 53%, continuando assim a Dinamarca a não participar na aplicação de diretivas europeias e acórdãos do Tribunal de Justiça da União Europeia nestas matérias e não participar na cooperação europeia nestas áreas.

## Os partidos e o referendo
O lado do "Sim" - favorável a uma maior cooperação policial e judicial com a União Europeia - estava apoiado pelo Partido Liberal, Partido Social-Democrata, Partido Popular Conservador, Alternativa, Partido Social-Liberal e Partido Popular Socialista. O lado "Não" - desfavorável a uma maior cooperação policial e judicial com a União Europeia - estava apoiado pelo Partido Popular Dinamarquês, Aliança Liberal e Aliança Vermelha e Verde.  